# Conrad Bain
Conrad Stafford Bain (Lethbridge, Alberta, 4 de febrer de 1923 − Livermore, Califòrnia, 14 de gener de 2013) va ser un actor canadenc-estatunidenc. És famós pel seu paper com Phillip Drummond a la comèdia de situació Diff'rent Strokes i com el Dr. Arthur Harmon en Maude. Bain té un germà bessó, Bonar Bain.
Bain va néixer el 4 de febrer de 1923 a Lethbridge a l'esdtat d'Alberta delCanadà. Vivia a un apartament a Livermore a l'estat de Califòrnia. Bain va quedar casat amb Monica Sloan des de 1945 fins a la seva mort el 2009. Van tenir tres fills junts. Bain va morir el 14 de gener de 2013 en la seva casa de Livermore, Califòrnia per causes naturals als 89 anys.

## Biografia

### Joventut
Conrad Bain neix a Lethbridge, a la província canadenca d'Alberta. Va ser escolaritzat a Calgary on coneix la seva primera experiència d'actor amb un paper en Our Town, peça del dramaturg Thornton Wilder muntada a la seva escola. Bain serveix en l'exèrcit canadenc durant la Segona Guerra Mundial i abandona l'exèrcit l'any 1946 amb el grau de sergent. S'estableix a Nova York el 1948 i estudia a l'American Academy of Dramatic Arts.

### Carrera d'actor
Bain es consagra principalment a l'escena fins al començament dels anys 1970. L'actor treballa durant diversos anys amb companyies de teatre (repertory companies). La seva carrera teatral comprèn més d'una vintena de produccions a teatres de Broadway o Off-Broadway,. Debuta sobre els escenaris novaiorquesos el 1956 a l'obra de teatre The Iceman Cometh, una peça d'Eugene O'Neill posada en escena per José Quintero i muntada al Circle in the Square Theatre. La seva actuació en la peça és destacada pels crítics dramàtics. El mateix any, apareix en l'opereta Candide de Leonard Bernstein, creada a Broadway. El 1958, actua en tres peces de William Shakespeare muntades en el marc del festival Shakespeare de Stratford, a Ontario,. Durant els anys 1970, treballa sobretot en la peça dramàtica Un enemic del poble d'Henrik Ibsen, l'any 1971 al Lincoln Center de Nova York, i en l'adaptació d‘Oncle Vania de Anton Txékhov posada en escena a Broadway per Mike Nichols el 1973.
Conrad Bain té una vintena de papers al cinema durant la seva carrera, entre d'altres a Gran robatori a Manhattan (The Anderson Pegues) de Sidney Lumet i Bananas de Woody Allen. La seva carrera televisiva comença el 1952 amb la sèrie Studio One (Westinghouse Studio One), però ha d'esperar la segona meitat dels anys 1960 per estar ocupat regularment,. Apareix llavors a sèries de televisió americanes. Bain té un paper recurrent al fulletó Dark Shadows. El productor Norman Lear el contracta per encarnar el metge Arthur Harmon a Maude, difós per la xarxa CBS entre 1972 i 1978, i de la qual Bea Arthur interpreta el personatge principal. L'actor és sobretot conegut pel gran públic per haver encarnat Philip Drummond en Diff'rent Strokes. La sèrie es protagonitzada per Gary Coleman i Todd Bridges en els papers del títol. És difosa durant vuit temporades a partir de 1978, a la NBC, després a la CBS. El 1987, interpreta el cap d'estat-major dels Estats Units en la sèrie Mr. President. Després no apareix més que rarament a la pantalla. Gary Coleman i Conrad Bain reprenen els papers de Arnold i Philip Drummond a l'últim episodi de la sèrie The Fresh Prince of Bel-Air. Bain fa una última aparició l'any 2011 en un episodi de la sèrie Unforgettable.

## Vida privada
Conrad Bain obté la nacionalitat americana l'any 1946. Forma part dels fundadors de la cooperativa de crèdit Actors Federal Credit Union, creada l'any 1962 amb la finalitat d'ajudar els actors a obtenir crèdits bancaris,. Son bessó Conrad Bain, anomenat Bonar, mor el 2005. L'artista Monica Sloan, amb qui es va casar l'any 1945 i amb qui va tenir tres fills, mor el 2009.
Bain mor al seu domicili de Livermore, a Califòrnia, el 14 de gener de 2013.

## Filmografia

### Cinema
- 1968: Brigada homicida (Madigan): recepcionista de l'hotel
- 1968: A Lovely Way to Die: James Lawrence
- 1968: Star!: El segon venedor a Cartier
- 1968: Coogan's Bluff: L'home a Madison Avenue
- 1969: Last Summer: Sidney
- 1970: Lovers and Other Strangers: El sacerdot
- 1970: I Never Sang for My Father: Rev. Sam Pell
- 1971: Jump: Lester
- 1971: Men of Crisis: The Harvey Wallinger Story de Woody Allen (curt)
- 1971: Bananas: Semple
- 1971: Gran robatori a Manhattan (The Anderson Pegues): Dr. Rubicoff
- 1971: Who Killed Mary What's 'Er Name?: Val
- 1972: A Fan's Notes: Poppy
- 1972: Up the Sandbox: Dr. Gordon
- 1979: A Pleasure Doing Business: Herb
- 1979: C.H.O.M.P.S.: Ralph Norton
- 1990: Postals des de Hollywood (Postcards from the Edge): L'avi

### Televisió
- 1952 i 1956: Studio One (Sèrie TV): Evans
- 1966-1968: Dark Shadows (Sèrie TV): el Sr. Wells
- 1967: The Borgia Stick (Telefilm): Un advocat
- 1972-1978: Maude (Sèrie TV): Dr. Arthur Harmon
- 1975: Twigs (Telefilm): Swede
- 1978 i 1985: The Love Boat (Sèrie TV): Charles Custers / Els
- 1978-1986: Diff'rent Strokes (Sèrie TV): Philip Drummond
- 1979: The Facts of Life (Sèrie TV): Philip Drummond
- 1981: Child Bride of Short Creek (Telefilm): Frank King
- 1987: Mr. President (en) (Sèrie TV): Charlie Ross
- 1996: The Fresh Prince of Bel-Air (Sèrie TV): Philip Drummond
- 2011: Unforgettable (Sèrie TV): Un sacerdot